# Pegasus-Pisces-Superhaufen
Der Pegasus-Pisces-Superhaufen ist ein Galaxien-Superhaufen mit Zentrum bei Deklination +5°. Er umfasst neun Abell-Cluster und sechs Röntgen-Cluster.
Der Superhaufen besteht aus zwei großen Untergruppen Pisces-Pegasus A  mit einer Größe von 4 und Pisces-Pegasus B mit einer Größe von 6, die auch als eigene Superhaufen betrachtet werden. Der Haufen Pegasus-Pisces A  ist 1334 Mio. Lichtjahre entfernt, der größere Haufen Pegasus-Pisces B 961 Mio. Lichtjahre.